# Apis mellifera jemenitica
Sous-espèce
Apis mellifera jemenitica ou abeille du Yémen est une sous-espèce de Apis mellifera, dans la famille des Apidae.

## Étymologie
Elle tire son nom du Yémen, pour la distinguer de l'abeille à miel domestique d'origine européenne.

## Distribution
Elle se rencontre dans les régions arides, notamment dans la péninsule Arabique.